# حارة بطل السبعين (صنعاء)
حارة بطل السبعين هي إحدى حارات حي السواد الشمالي بمديرية السبعين إحدى مديريات العاصمة اليمنية صنعاء، وبلغ تعداد سكانها 2930 نسمة حسب تعداد اليمن لعام 2004.